# Stipa iranica
Stipa iranica är en gräsart som beskrevs av Helmut E. Freitag. Stipa iranica ingår i släktet fjädergrässläktet, och familjen gräs. Inga underarter finns listade i Catalogue of Life.